# Malfurion Stormrage
Malfurion Stormrage er en fiktiv figur i computerspils universet Warcraft og er tvillingebror til Illidan Stormrage.
Han er ærkedruide og var den første druid overhovedet blandt natelverne.
Det startede med at han, hans tvillingebror Illidan og Tyrande Whisperwind ville finde halvguden Cenarius for at søge viden. De fandt ham efter lang tid. Cenarius ville lære dem kunsten druidisme og forståelsen for naturen. Malfurion viste stort talent og Cenarius var sikker på, at han nok skulle blive til noget. Tyrande lå allerede inde med en stor viden om Elune, men Illidan var ikke så god til det. Malfurion blev en af Cenarius' disciple og førte hans ord videre til de mange andre nye druider som kom senere hen. Man møder Malfurion første gang i spillet Warcraft III: Reign of Chaos, hvor han til sidst sammen med hjælp fra orkerne og menneskene besejre dæmonen Archimonde.